# Gracie Films
Gracie Films é uma empresa americana do ramo da indústria cinematográfica, criada por James L. Brooks em 1986. A companhia já produziu muitos filmes premiados e séries de televisão, incluindo Broadcast News, Jerry Maguire e o mais famoso e notável Os Simpsons.
A empresa está principalmente associada com o estúdio e distribuidora Sony Pictures Entertainment, mas ainda tem um escritório na 20th Century Studios, pois séries como Os Simpsons, ainda são produzidas nesta.
A logotipo da Gracie Films mostra os sussurros e até mesmo os clientes do cinema ruidosos em um teatro sendo advertidos por uma mulher para que o nome da empresa acompanhado de música composta por Jeffrey Townsend e um fundo azul possa ser visto e ouvido.

## Séries de TV e Filmes notáveis
- The Tracey Ullman Show (1987–1990)
- Broadcast News (1987)
- Big (1988)
- Say Anything... (1989)
- The War of the Roses (1989)
- The Simpsons (1989–presente)
- Sibs (1991–1992)
- Phenom (1993–1994)
- The Critic (1994–1995)
- I'll Do Anything (1994)
- Jerry Maguire (1996)
- Bottle Rocket (1996)
- As Good as It Gets (1997)
- Riding in Cars with Boys (2001)
- What About Joan? (2001–2002)
- Spanglish (2004)
- The Simpsons Movie (2007)
- How Do You Know (2010)
- The Edge of Seventeen (2016)
- Are You There God? It's Me, Margaret. (2023)